# Jürgen Gorille
Jürgen Gorille (* 6. Mai 1953) ist ein deutscher ehemaliger Fußballspieler, der in den 1970er und 1980er Jahren in Nordhausen und Sondershausen Zweitligafußball betrieb. 

## Sportliche Laufbahn
Die ersten Punktspiele in der zweitklassigen DDR-Liga bestritt Jürgen Gorille im Alter von 18 Jahren bei der Betriebssportgemeinschaft BSG Nordhausen West. Er kam an zwei Spieltagen in der Rückrunde der Saison 1970/71 als Einwechselspieler jeweils für 20 Minuten zum Einsatz. Anschließend absolvierte Gorille drei Spielzeiten bei der BSG Glückauf Bleicherode. 1971/72 war er mit der BSG in der drittklassigen Bezirksliga vertreten, stieg mit ihr aber in die Bezirksklasse ab. Er verhalf Glückauf zum sofortigen Wiederaufstieg und war danach weitere zwei Spielzeiten für Bleicherode in der Bezirksliga aktiv.
Zur Saison 1975/76 wechselte Gorille zur BSG Glückauf Sondershausen. Diese spielte zu diesem Zeitpunkt ebenfalls in der Bezirksliga und stieg unter Mitwirkung von Jürgen Gorille erst 1980 in die DDR-Liga auf. Zwei Spielzeiten lang blieb Gorille noch in Sonderhausen, wo er bei Glückauf als Abwehrspieler zur Stammelf gehörte. Bei jeweils 22 Ligaspielen wurde er 21 bzw. 18 Mal aufgeboten. 
Danach kehrte Jürgen Gorille wieder zum Bezirksligisten Glückauf Bleicherode zurück und war auch später nicht mehr im höherklassigen Fußball vertreten.